# Cięciwa (Wołomin)
Pour les articles homonymes, voir Cięciwa.

Cięciwa (prononciation : [t͡ɕenˈt͡ɕiva]) est un village polonais de la gmina de Wołomin dans le powiat de Wołomin de la voïvodie de Mazovie dans le centre-est de la Pologne.
Il est situé à environ 6 kilomètres au sud-est de Wołomin (siège de la gmina) et 23 kilomètres au nord-est de Varsovie (capitale de la Pologne).
Le village possède une population de 151 habitants en 2004.

## Histoire
De 1975 à 1998, le village appartenait administrativement à la voïvodie de Siedlce.